# Olympische Sommerspiele 1960/Teilnehmer (Peru)
| Gelbes Symbol für Goldmedaillen mit stilisierten Olympischen Ringen | Graues Symbol für Silbermedaillen mit stilisierten Olympischen Ringen | Braundes Symbol für Bronzemedaillen mit stilisierten Olympischen Ringen |
| ------------------------------------------------------------------- | --------------------------------------------------------------------- | ----------------------------------------------------------------------- |
| —                                                                   | —                                                                     | —                                                                       |

Peru nahm an den Olympischen Sommerspielen 1960 in der italienischen Hauptstadt Rom mit einer Delegation von 31 männlichen Sportlern an acht Wettbewerben in drei Sportarten teil.
Seit 1900 war es die fünfte Teilnahme Perus an Olympischen Sommerspielen. 
Jüngster Athlet war mit 18 Jahren und 88 Tagen der Fußballspieler Eloy Campos, ältester Athlet der Sportschütze Pedro Puente (53 Jahre und 116 Tage).

## Teilnehmer nach Sportarten

### Fußball
- Ergebnisse
Qualifikation: Runde eins, mit zwei Siegen in die nächste Runde eingezogen
6:0-Sieg gegen Uruguay
3:2-Sieg gegen Uruguay
Qualifikation: Runde zwei, 6:2 Punkte, 7:3 Tore, Rang zwei, für die Gruppenphase qualifiziert
1:0-Sieg gegen Mexiko
3:1-Sieg gegen Suriname
1:2-Niederlage gegen Argentinien
2:0-Sieg gegen Brasilien
Gruppenphase: Gruppe D, zwei Punkte, 6:9 Tore, Rang drei, nicht für das Halbfinale qualifiziert
1:2-Niederlage gegen Frankreich
Torschützen: Ángel Uribe
2:6-Niederlage gegen Ungarn
Torschützen: Alberto Ramírez (2×)
3:1-Sieg gegen Indien
Torschützen: Nicolas Nieri (2×), Tomás Iwasaki
- Kader
Gerardo Altuna
Humberto Arguedas
Juan Biselach
Víctor Boulanger
Javier Caceres
Eloy Campos
Herminio Campos
Hugo Carmona
Héctor de Guevara
Daniel Eral
Alberto Gallardo
Alejandro Guzmán
Tomás Iwasaki
Teodoro Luña
Nicolas Nieri
Alberto Ramírez
Jaime Ruiz
Carlos Salinas
Ángel Uribe

### Rudern
Zweier ohne Steuermann
- Ergebnisse
Runde eins: in Lauf drei (Rang fünf) gescheitert, 7:55,28 Minuten
Runde eins Hoffnungslauf: ausgeschieden in Lauf zwei (Rang drei), 7:45,15 Minuten
- Mannschaft
Estuardo Masías
Víctor Puente

### Schießen
- Luis Albornoz
  - Freies Gewehr Dreistellungskampf

Qualifikation: Gruppe zwei, 513 Punkte, für das Finale qualifiziert
Kniend: 168 Punkte
Liegend: 187 Punkte
Stehend: 158 Punkte
Finale: 1.037 Punkte, Rang 33
Kniend: 350 Punkte, Rang 32
Liegend: 360 Punkte, Rang 36
Stehend: 327 Punkte, Rang 29

- Carlos Cedron
  - Kleinkaliber Dreistellungskampf

Qualifikation: Gruppe eins, 528 Punkte, Gesamtrang 55, nicht für das Finale qualifiziert
Kniend: 177 Punkte
Runde eins: 90 Punkte
Runde zwei: 87 Punkte
Liegend: 189 Punkte 
Runde eins: 97 Punkte
Runde zwei: 92 Punkte
Stehend: 162 Punkte
Runde eins: 84 Punkte
Runde zwei: 78 Punkte
  - Kleinkaliber liegend

Qualifikation: Gruppe zwei, 378 Punkte, Rang 30, Gesamtrang 57, nicht für das Finale qualifiziert
Runde eins: 92 Punkte, Rang 32
Runde zwei: 97 Punkte, Rang zwölf
Runde drei: 94 Punkte, Rang 28
Runde vier: 95 Punkte, Rang 24

- Guillermo Cornejo
  - Schnellfeuerpistole

Finale: 564 Punkte, Rang 36
Runde eins: 290 Punkte, Rang 18
Runde zwei: 274 Punkte, Rang 46

- Eduard de Atzel
  - Tontaubenschießen

Qualifikation: ohne Wertung ausgeschieden

- Enrique Dibos
  - Tontaubenschießen

Qualifikation: 88 Punkte, Rang 24
Finale: 155 Punkte, Rang 36

- Pedro García
  - Schnellfeuerpistole

Finale: 557 Punkte, Rang 41
Runde eins: 279 Punkte, Rang 38
Runde zwei: 278 Punkte, Rang 43

- Carlos Lastarria
  - Kleinkaliber Dreistellungskampf

Qualifikation: Gruppe zwei, 524 Punkte, Gesamtrang 59, nicht für das Finale qualifiziert
Kniend: 170 Punkte
Runde eins: 85 Punkte
Runde zwei: 85 Punkte
Liegend: 187 Punkte
Runde eins: 94 Punkte
Runde zwei: 93 Punkte
Stehend: 167 Punkte
Runde eins: 84 Punkte
Runde zwei: 83 Punkte
  - Kleinkaliber liegend

Qualifikation: Gruppe eins, 390 Punkte, Rang vier, Gesamtrang acht, für das Finale qualifiziert
Runde eins: 96 Punkte, Rang zehn
Runde zwei: 98 Punkte, Rang fünf
Runde drei: 96 Punkte, Rang 19
Runde vier: 100 Punkte, Rang zwei
Finale: 578 Punkte, Rang 29
Runde eins: 94 Punkte, Rang 46
Runde zwei: 97 Punkte, Rang zwölf
Runde drei: 97 Punkte, Rang 26
Runde vier: 98 Punkte, Rang 13
Runde fünf: 96 Punkte, Rang 31
Runde sechs: 96 Punkte, Rang 36

- Pedro Puente
  - Freie Scheibenpistole

Qualifikation: Gruppe eins, 343 Punkte, Rang 19, Gesamtrang 37, für das Finale qualifiziert
Runde eins: 83 Punkte, Rang 26
Runde zwei: 87 Punkte, Rang 17
Runde drei: 87 Punkte, Rang 17
Runde vier: 86 Punkte, Rang 18
Finale: 522 Punkte, Rang 37
Runde eins: 88 Punkte, Rang 35
Runde zwei: 85 Punkte, Rang 31
Runde drei: 90 Punkte, Rang 21
Runde vier: 87 Punkte, Rang 35
Runde fünf: 85 Punkte, Rang 43
Runde sechs: 87 Punkte, Rang 31

- Rubén Váldez
  - Freies Gewehr Dreistellungskampf

Qualifikation: 505 Punkte, für das Finale qualifiziert
Kniend: 170 Punkte
Liegend: 185 Punkte
Stehend: 150 Punkte
Finale: 1.028 Punkte, Rang 35
Kniend: 344 Punkte, Rang 36
Liegend: 372 Punkte, Rang 32
Stehend: 312 Punkte, Rang 34

- Antonio Vita
  - Freie Scheibenpistole

Qualifikation: Gruppe zwei, 337 Punkte, Rang 24, Gesamtrang 47, für das Finale qualifiziert
Runde eins: 80 Punkte, Rang 27
Runde zwei: 84 Punkte, Rang 21
Runde drei: 86 Punkte, Rang 21
Runde vier: 87 Punkte, Rang 13
Finale: 535 Punkte, Rang 20
Runde eins: 89 Punkte, Rang 24
Runde zwei: 83 Punkte, Rang 48
Runde drei: 93 Punkte, Rang sieben
Runde vier: 93 Punkte, Rang vier
Runde fünf: 86 Punkte, Rang 34
Runde sechs: 91 Punkte, Rang acht